# Domus Vista

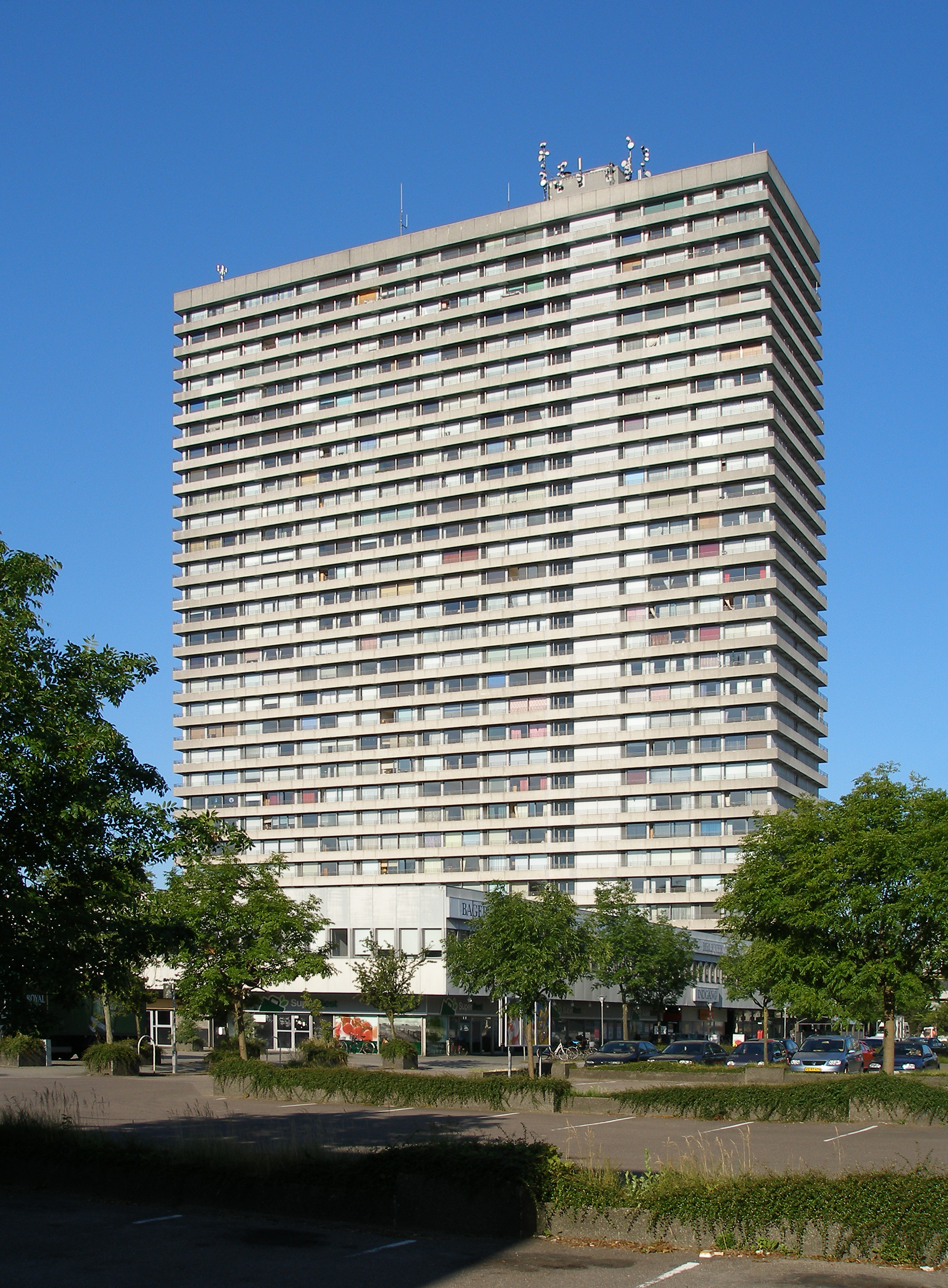
Domus Vista 2009

Das Domus Vista ist ein 1969 errichtetes Wohnhaus in Frederiksberg Kommune. Mit 101,95 m ist es das dritthöchste Hochhaus in Dänemark. Bis 1976 war Domus Vista sogar das höchste Hochhaus in Dänemark, bis das Krankenhaus Herlev zum höchsten Hochhaus wurde.
Architekt des Baus war Ole Hagen. Das Gebäude hat den Architekturstil Modernismus. Insgesamt befinden sich 470 Wohnungen auf den 30 Stockwerken des Hauses, jeweils 17 Wohnungen pro Geschoss. Nach der ursprünglichen Planung sollte das Gebäude 28 Stockwerke haben, während der Bauphase entschlossen sich die Bauträger, zwei zusätzliche Geschosse aufzusetzen. Ein Einkaufszentrum ist im Erdgeschoss und 1. Stock des Komplexes untergebracht.